# Русениј Ној (Јаши)
Русениј Ној (рум. Rusenii Noi) насеље је у Румунији у округу Јаши у општини Холбока. Oпштина се налази на надморској висини од 72 m.

## Становништво
Према подацима из 2002. године у насељу је живело 373 становника, од којих су сви румунске националности.